# Nash Lawler
Nash Lawler (21 de dezembro de 1984) é um ator pornográfico americano que atua em filmes e revistas voltadas para pornografia gay, heterossexual e bissexual. É mais conhecido por ter atuado como ativo no filme “Endgame” com Chad Hunt, tendo ele ganhado um Grabby Awards.

## Videografia
- Hot House Backroom Vol. 15, Hot House Entertainment
- Men of Massive Studio: Vol. 10, Falcon Entertainment
- Curious, COLT Studio Group
- Green Door, Falcon Entertainment
- Beg For It, COLT Studio Group
- Burning Desires, Falcon Entertainment
- Endgame, Dirty Bird Pictures
- Hot House Backroom Vol. 8, Hot House Entertainment
- Best Men Part 1: The Bachelor Party, Falcon Entertainment
- Unknown, Channel 1 Releasing
- Afterparty, Falcon Entertainment
- Winter Heat, Falcon Entertainment
- Sharp: Killer Good Looks, Channel 1 Releasing

## Prêmios e Indicações
| Ano  | Indicação     | Categoria            | Resultado |
| ---- | ------------- | -------------------- | --------- |
| 2009 | Grabby Awards | Best Group Sex Scene |           |